# Дивикон
Дивикон (Divico) е келтски крал, водач на племето тигурини. През 109 пр.н.е. Дивикон предвожда тигурините при навлизането им в римската провинция Галия. През 107 пр.н.е тигурините на Дивикон побеждават римска армия командвана от консула Луций Касий Лонгин в битка при Бурдигала.
Юлий Цезар в своите „Записки за Галската война“ пише за тигурините, като не забравя, че племето в миналото е победило римска армия и че в битката е убит и консула Лонгин. През 58 пр.н.е. по времето на Галските войни, Цезар побеждава хелветите, които все още са водени от Дивикон в битка при Арар.